# Teloganopsis punctisetae
Teloganopsis punctisetae je druh jepice z čeledi Ephemerellidae. Žije ve střední Asii. Jako první tento druh popsal Matsumura v roce 1931.